# Trasporto eccezionale - Un racconto di Natale
(Il piccolo Pietari al suo amico Juuso)
Trasporto eccezionale - Un racconto di Natale (Rare Exports) è un film del 2010 diretto da Jalmari Helander.
Il film è basato su miti precristiani del Nord Europa relativi alla figura di Babbo Natale.
Il titolo originale, Rare Exports, si riferisce sia al rinvenimento del demone Babbo Natale nel ghiaccio (che quindi costituisce un trasporto eccezionale, in inglese appunto "rare exports"), sia alla compagnia di spedizioni di Babbi Natale che i protagonisti fondano alla fine del film (ossia la Rare Exports, Inc.).
Il titolo italiano, essendo una traduzione letterale dell'originale, perde il secondo riferimento, riguardando solo la scoperta nei ghiacci della creatura.

## Trama
In un piccolo villaggio finlandese cominciano ad accadere strani avvenimenti, come la scomparsa di forni e termosifoni, o l'uccisione incontrollata delle renne (unica vera fonte di guadagno per la piccola comunità), quando una ditta di escavazioni estrae dal cuore della vicina montagna un misterioso carico, che viene poi depositato e custodito in un hangar nelle vicinanze.
Pietari, suo padre Rauno e un gruppo di altri cacciatori di renne cominciano quindi ad indagare e scoprono che gli operai della ditta sono svaniti nel nulla.
Il piccolo Pietari, basandosi sui vecchi miti nordici, è convinto che nella montagna sia stato rinvenuto Babbo Natale, ma egli non è quello che conosciamo. In realtà Babbo Natale è un gigantesco e feroce demone dalle enormi corna caprine sepolto nei ghiacci dal popolo Sami, il quale lo affrontò in tempi antichi e lo sconfisse, ibernandolo per molti secoli. Babbo Natale era infatti solito nutrirsi con le carni dei bambini che gli elfi malvagi, suoi aiutanti simili a dei comuni vecchietti barbuti ma spietati e sanguinari, rapivano nel cuore della notte.
Le convinzioni di Pietari trovano ulteriore conferma quando grazie ad una trappola illegale per lupi viene catturato uno degli elfi, e contemporaneamente iniziano a scomparire i bambini del villaggio.
Pietari e gli altri cacciatori scoprono quindi che gli elfi si sono risvegliati a causa degli scavi nella montagna e stanno cercando di risvegliare Babbo Natale, scongelando il blocco di ghiaccio nel quale è prigioniero e fornendogli come nutrimento i bambini del villaggio. Ecco spiegata la scomparsa di forni e termosifoni e dei bambini.
Pietari, con l'aiuto di uno dei cacciatori che pilota un elicottero, riesce ad attirare e intrappolare tutti gli elfi malvagi nelle recinzioni delle renne e ad allontanarli dall'hangar dove stavano tentando di liberare Babbo Natale, e a salvare quindi i bambini rapiti.
Nel frattempo Rauno fa esplodere l'hangar con dentro Babbo Natale, fortunatamente ancora congelato nel blocco di ghiaccio, distruggendolo definitivamente.
Gli elfi ora non sono più una minaccia e sono innocui, in quanto non sono più al servizio del demone.
Il film si chiude con Pietari, suo padre e gli altri cacciatori che istruiscono tutti i duecento elfi su come essere dei veri Babbi Natale (in quanto simili nell'aspetto all'iconografia classica che tutti conosciamo di Babbo Natale, un vecchio barbuto con un vestito rosso), per poi spedirli in tutto il mondo (con il marchio Rare Exports Inc., a cui si rifà il titolo), dopo averli venduti a ben 85.000 dollari l'uno, ricavandone un'enorme fortuna.

## Produzione
L'idea del film nasce dal regista Jelmari Helander e da suo fratello Juuso Helander, che nel 2003 girarono un cortometraggio diffuso in rete intitolato Rare Exports Inc., prodotto dalla casa cinematografica finlandese Woodpecker Film. Il video narra di tre cacciatori che vagano per la Lapponia alla ricerca del vero, selvaggio e temibile Babbo Natale.
Dato il buon successo ottenuto da questo primo lavoro, nel 2005 viene pubblicato online il seguito del video, ossia Rare Exports: The Official Safety Instructions, che già annovera nel cast alcuni dei protagonisti di quello che sarà più tardi il film vero e proprio, ossia gli attori Onni Tommila e Tommi Korpela. Il video si presenta come una guida pratica sull'utilizzo dei Babbi Natale che vengono spediti agli acquirenti. Nel caso le istruzioni non venissero rispettate si rischierebbe addirittura la vita.
I due video diventano dei cult in rete, e così Jelmari Helander propone l'idea di una trasposizione cinematografica al produttore Petri Jokiranta, che accetta di finanziare la produzione del film. Il budget a disposizione è di 1.803.000 euro.
Nel 2008 viene completata la sceneggiatura e nel 2009 iniziano le riprese. Alla fine dello stesso anno il film entra in post-produzione.

## Distribuzione
Il film viene distribuito nei cinema il 25 dicembre 2010 in Finlandia, Norvegia, Germania, Regno Unito, Stati Uniti e Australia. In Italia viene distribuito direttamente in DVD e Blu-ray a partire dal 25 ottobre 2011, a cura della Sony Pictures Home Entertainment.

## Critica e accoglienza
Il film è stato accolto molto calorosamente dalla critica. Il sito Rotten Tomatoes riporta una percentuale di freschezza del 90%, basandosi su 80 recensioni, con un voto pari a 6,9/10.
Il pubblico ha percepito molto meno l'uscita del film. A fronte di un budget di 1.803.000 euro, la pellicola ha incassato al box office solo 4.015.133 euro, non tenendo conto però delle vendite in home video.
L'acclamata attrice Cate Blanchett ha citato il film come uno dei suoi film preferiti.